# Borgentreich-Großeneder (archäologischer Fundplatz)
Borgentreich-Großeneder ist ein seit etwa 1970 bekannter archäologischer Fundplatz des frühen Neolithikums und zugleich eine bedeutende Siedlung dieser frühbäuerlichen Kultur, der Linearbandkeramik, in der Warburger Börde. Die Doppelsiedlung im Osten Nordrhein-Westfalens liegt am Ederbach westlich von Großeneder. Die frühbäuerliche Kultur der Linearbandkeramiker erreichte Westfalen zwischen 5300 und 5250 v. Chr., doch nur die fruchtbaren Lössböden, die vor allem am Hellweg und in der Warburger Börde vorkommen, gestatteten dort diese Art der Bodenbearbeitung. Die beiden Siedlungen von Großeneder entstanden im frühen 5. Jahrtausend v. Chr. Das maximale Siedlungsareal umfasst eine Fläche von etwa 12 ha, wobei eine unbefestigte Nordsiedlung (Siedlung I) und eine befestigte Südsiedlung (Siedlung II) unterschieden werden. Beide Siedlungen weisen je ein Gräberfeld auf. Der Bau einer Erdgastrasse durchschnitt 1993 die Siedlungen auf einer Länge von 300 m.

## Zwei Siedlungen
Bei der frühen bäuerlichen Besiedlung kamen innerhalb der Börde nur die randlichen Zonen entlang der Wasserläufe in Frage, denn der Zentralbereich bestand vorrangig aus Feucht- und Bruchgebieten. Geomagnetische Prospektionen der Jahre 2005 bis 2009 erwiesen, dass ein mindestens 800 m langer Graben von heute 8 m Breite und 1,7 m Tiefe eine rund 10 ha große Siedlung umschloss, die als Siedlung II bezeichnet wird. Südlich davon fanden sich Reste zweier weiterer Gräben von 600 m Länge, womit sich die Siedlungsfläche auf 12 ha erhöhte. Unterbrechungen der Gräben verweisen auf Erdbrücken. Ein vierter Graben verlief innerhalb der Siedlung. Er dürfte rund 350 m lang gewesen sein, geomagnetisch nachgewiesen sind 270 m. Dieser Graben wurde von den Bewohnern der Siedlung absichtlich verfüllt. Er dürfte eine zunächst kleinere Siedlung abgeschlossen haben, doch wurde er durch die Ausdehnung der Siedlung nach Süden überflüssig.
Diese südliche Siedlung II weist einen Sohlgraben von 8 m Breite und 1,8 m Tiefe unter der Geländeoberkante auf. Daraus ließ sich eine ursprüngliche Breite von 10 bis 11 m erschließen und eine Tiefe von 2,5 m. An der Innenseite dieses Grabens befanden sich zwei parallele Pfostenreihen, doch standen die Pfosten so weit auseinander, dass eher an eine Flechtwand zum Schutz der Siedlung zu denken ist als an eine Palisade. Ob ein rund 25 m südlich des Grabens entdeckter Kreisgraben von 15 m Durchmesser mit einer 0,6 m breiten Öffnung im Südosten sowie der 2 m breite und nur noch 0,2 m tiefe Graben gleichfalls zur bäuerlichen Siedlung gehörten, ließ sich nur vermuten, da der Bereich fundleer war. Während an der Ostseite die Siedlungstätigkeit am Graben geendet hat, reichen die Oberflächenfunde Richtung Norden und Westen deutlich über den äußeren Graben hinaus. Im Magnetbild lässt sich sogar ein 35 m langes und 7 m breites Haus erkennen. 
In einer mit Brandschutt verfüllten Grube fand man verkohltes Getreide mit einem Trockengewicht von ca. 12 kg, von denen 8 kg Emmer und 4 kg Einkorn waren. Die wenigen Tierknochen belegen Rinder, Schweine, Schafe und Ziegen.

## Datierung
Insgesamt erschließen sich somit zwei Siedlungsphasen, und zwar in der älteren und in der jüngeren Linienbandkeramik. Dies gilt auch für die Nordsiedlung, die Siedlung I. Die kalibrierten Radiokohlenstoffdaten liegen zwischen 4873 und 4816 v. Chr., eine Zeit, in der im Rheinland bereits die Hinkelstein-, bzw. Großgartacher Kultur vorherrschten.

## Zwei Gräberfelder
Die beiden Gräberfelder liegen etwa 200 m westlich der Siedlungen, in einem Bereich, in dem seit langem zahlreiche Lesefunde gemacht wurden, darunter über 70 Dechsel und entsprechende Fragmente. In den Jahren 2012 und 2013 wurden 72 Grabgruben dokumentiert, 17 von ihnen waren (Stand: 2015) noch nicht untersucht. Etwa ein Drittel der Fläche war zu dieser Zeit untersucht, die Gesamtzahl der unzerstörten Gräber könnte bei etwa 200 liegen. Nur wenige Spuren von Knochen waren erhalten, doch ließ es der vorfindliche Zahnschmelz zu, die Position der Toten zu ermitteln. Keramik, die sich in jedem zweiten Grab fand, war nur selten vollständig erhalten. In jedem achten Grab befand sich ein Dechsel. Als weitere Grabbeigaben fand man Reib- bzw. Mahlsteine und Flusskiesel. In einem Grab (Grab 20) waren zwei Gefäße ineinander gestellt. In Grab 8 fanden sich Überreste von Pfeil und Bogen. Neben drei Flintklingen im Bereich des Kopfes fanden sich dort vier unterschiedliche Pfeilspitzentypen, zudem nahe bei den Händen ein 11,3 cm langes Hämatitstück von 4 cm Durchmesser, dazu Keramikscherben. In Grab 18 fand sich „eine von beiden Seiten im oberen Drittel konisch durchbohrte Kugel von 3,0–3,5 cm Durchmesser aus einem Manganerz der Psilomelan-Gruppe, die an einer Schnur getragen worden sein dürfte.“

## Belege
1. ↑  Hans-Otto Pollmann: Frühe Ackerbauern und Viehzüchter in Westfalen. Borgentreich-Großeneder und das Gräberfeld von Warburg-Hohenwepel, in: Thomas Otten, Jürgen Kunow, Michael M. Rind, Marcus Trier (Hrsg.): Revolution Jungsteinzeit. Archäologische Landesausstellung Nordrhein-Westfalen, 2015, S. 330–333, hier: S. 332.

Koordinaten: 51° 33′ 15,1″ N, 9° 7′ 57″ O